# 토미 데이비스
허먼 토머스 "토미" 데이비스 주니어(영어: Herman Thomas "Tommy" Davies Jr., 1939년 3월 21일~2022년 4월 3일)는 미국의 은퇴한 야구 선수이다.
1939년 뉴욕 브루클린에서 태어으며, 보이즈 고등학교에서 수학했다. 18년 동안 야구 경력에 타율 294에 153 홈런, 2,121 안타, 1,052 타점을 기록하였다. 1981년에 시애틀 매리너스에서 코치로 활동했다.